# Монте-Прадо
Монте-Прадо (итал. Monte Pisanino) — горная вершина в Северных Апеннинах в Италии. 
Высота вершины достигает 2054 м над уровнем моря, это высшая точка Тосканы.
Вершина расположена на границе провинций Лукка и Реджо-нель-Эмилия. Является частью национального парка Аппенино-Тоско-Эмильяно.